# مادلين إدموندز
مادلين إدموندز (بالإنجليزية: Madeleine Edmunds)‏ هي مجدفة أسترالية، ولدت في 3 يناير 1992 في Southport, Queensland ‏ في أستراليا.

## وصلات خارجية
- مادلين إدموندز على موقع الاتحاد الدولي للتجديف (الإنجليزية)
- مادلين إدموندز على موقع اللجنة الأولمبية الدولية (الإنجليزية)
- مادلين إدموندز على موقع أوليمبيديا (الإنجليزية)
- مادلين إدموندز على موقع اللجنة الأولمبية الأسترالية (الإنجليزية)